# 中田大三
中田 大三（なかだ だいぞう、1914年〈大正3年〉6月7日 - 1998年〈平成10年〉3月25日）は、日本の実業家。神戸電鉄をはじめとする神戸電鉄グループの発展に大きく尽力した。

## 来歴

### 生誕
1914年（大正3年）6月7日に山梨県甲府市に生まれる。1936年（昭和11年）山梨高等工業学校電気工学科を卒業し、同年に阪神急行電鉄（のちの阪急電鉄で会社としては現在の阪急阪神ホールディングス）に入社。1966年（昭和41年）11月に取締役に就任し、1969年（昭和44年）5月に常務となった。

### 神戸電鉄発展への努力
神戸電気鉄道（現・神戸電鉄）では、1970年（昭和45年）に三木駅衝突事故や丸山駅追突事故など多数の負傷者を出す重大事故を繰り返して大阪陸運局（現・近畿運輸局）より特別監査が行われており、これを受けて社長の原泰良や専務・常務が退任する事態になっていた。同年11月10日に開かれた取締役会において、同社は京阪神急行電鉄と神戸銀行より中田を含む3名の役員を迎え入れて内部の緊密化を図ることとなり、中田は取締役社長に就任することとなった。これは神戸電鉄初の他鉄道会社出身者の社長であった。
中田は「ルールを守れ、作業の基本手順を確実に実行せよ」との社長方針を制定して、鉄道設備の拡充・保安度の向上・高性能車両の新造などを行い有責鉄道事故への対策を進めた。また当時の神戸電鉄の経営状態は芳しいものではなく、沿線開発やビル経営などを中心とした不動産業の拡充を図り、経営の立て直しを図った。
この結果、神戸電鉄は無事故表彰を受けるまでになり、経営面でも沿線開発事業による利益とそれにともなう鉄道利用者増加で急伸長し、1971年（昭和46年）以降は配当金を実施するに至った（その後経営悪化で2004年〈平成16年〉以降は再び無配となっていたが、業績好調により2024年〈令和6年〉より再度復配）。

### 神鉄グループの総帥として
神戸電鉄の経営改善に成功した中田は、さらなる会社成長には積極的な多角経営が必要であるとして、前社長の原泰良に引き続いて子会社・関連会社・孫会社を相次いで設立した。
ニュータウン開発・戸建住宅建築・マンション開発・ビル経営・駐車場運営をはじめとする不動産事業、スーパーマーケット・レストランなどの流通事業、建設事業、観光事業、教育事業、ホテル事業、金融事業、スポーツ事業などを一体的に進め相乗効果を上げる「神鉄複合文化産業構想」を独自に作り上げ、グループ全体の発展に非常に大きな影響を与えた。
これらの構想の実現のため総合企業集団「神鉄グループ」が結成され、1991年（平成3年）には企業数が17社を数えるまでに肥大化した。このグループ発展の過程で神戸市北部の巨大住宅地の開発、有馬ビューホテルや兵庫カンツリー倶楽部などのレジャー経営、教育施設やスイミングスクールへの経営参画などを行い、北神・北摂・東播地域の発展にも大きな影響を与えることになった。

### 北神急行構想の実現
神戸電鉄をはじめとする不動産デベロッパーの開発により急速に人口が増加した神戸市北部と都心部をむすぶ神戸電鉄有馬線の輸送力が将来限界状態になるとして、中田は1978年（昭和53年）に神戸電鉄の混雑緩和を目的として北神急行の構想を発表した。
1979年（昭和54年）には神戸電鉄を筆頭株主（33%出資）として北神急行電鉄を設立、中田は同社の代表取締役社長にも就任した。1988年（昭和63年）には谷上 - 新神戸間に北神急行を開業させ、北神エリアの発展に寄与することとなった。

### 代表取締役社長を退任
1992年（平成4年）6月の神戸電鉄取締役会において、約23年間務めた同社の代表取締役社長を退任することが決定。次代社長を一本松康雄に譲って、代表権を持ったまま代表取締役会長に就任した。さらに1996年（平成8年）6月には、約27年間保持した代表権を手離して相談役に転身。このときすでに82歳であった。
1998年（平成10年）3月25日に急性肺炎のため死去。死去するまで神戸電鉄の相談役を務めており、同年出版された「神戸電鉄最近10年の歩み」でも役員として顔写真が掲載されていた。約30年間にもおよぶ期間にわたって神戸電鉄グループの発展に尽力した。

## 野球人として

### 山梨高工のエースとして
小学3年生から野球に熱中し、地元の高校野球名門であった甲府第一高等学校に入学した。甲信越大会に敗れて甲子園出場は果たせなかったが、高工は野球の名門である山梨高等工業学校に進学。4番・ピッチャーの圧倒的エースとして活躍し、豪快なホームランを量産するバッターとして他県にまで名を轟かせた。

### コーチとしての甲子園出場
山梨大在学中は甲府第一高等学校のコーチを務めた。1935年（昭和10年）には県内初の甲子園出場に導き、ちょうちん行列の先頭で踊り歩いたという。

### 財界人野球のエースとして
神戸電鉄の社長に就任して以降は、国内一流企業の財界人のみで構成される「東西財界人交歓野球大会」に毎年出場した。後楽園球場（1988年大会以降は東京ドーム）と大阪球場で毎年西軍のエースピッチャーとしてマウンドに立ち、1970年代後半からは西軍主将を務めた。70代後半まで東軍の宮内義彦（オリックス社長〈当時〉）らとの投げ合いや、三菱商事・サッポロビール・東京電力などの名野手陣との対決に挑んでいたため、「神戸電鉄社長というより、東西財界人野球大会西軍エースの中田といった方が経済界では通りがいい」などとも言われた。

## 人物
- 相談役に退くまで、27年間の在任中は風通しの良い企業風土づくりを積極的に進めていた[9]。
- 人格は非常にあたたかく、その優しさから「人気男」とも呼ばれた[6]。

## エピソード
- 仕事の空いた時間には、子会社の神鉄観光が開催する「神鉄ハイキングの集い」に参加して健康づくりを行うのが趣味で、ハイキングに参加すると「（社長が参加する日は）係員が張り切っています」と言われたという[9]。
- 社長としてチャンスをいかにつくり活かすかは野球から学んだと発言していた[7]。

## 受章歴
- 1979年（昭和54年）11月に藍綬褒章を受章。
- 1984年（昭和59年）11月に勲三等瑞宝章を受章[2]。

## 主な役職
神戸電鉄をはじめ以下の各社で役員を務めていた。
神鉄グループの企業
- 神戸電鉄（代表取締役社長→代表取締役会長→相談役）
- 神鉄国立学院（代表取締役会長）- 神戸電鉄が20%を出資。
- 北神急行電鉄（代表取締役社長）- 神戸電鉄が33%を出資。
- 神鉄エンタープライズ（代表取締役社長）- 神戸電鉄が40%を出資。
- 有馬温泉企業（代表取締役社長）- 神戸電鉄が50%を出資。
- 神鉄兵庫ゴルフ（代表取締役社長）- 神戸電鉄が50%を出資。
- 神鉄設計（代表取締役社長）- 神戸電鉄が100%を出資。
- 神鉄観光（取締役社長）- 神戸電鉄が100%を出資。
- 有馬興業（取締役社長）- 神戸電鉄が33.3%を出資。
- 神鉄交通（取締役社長）- 神戸電鉄が100%を出資。
- 大阪神鉄交通（取締役社長）- 神戸電鉄が100%を出資。
- 神鉄建設工業（取締役社長）- 神鉄エンタープライズの関連会社。
- 神鉄運輸サービス（取締役社長）- 神戸電鉄が90%を出資。
- 神鉄産業（取締役社長）- 神鉄エンタープライズの関連会社。
- 神鉄住宅販売（取締役社長）- 神戸電鉄が50%を出資。
- 神鉄ファイナンス（取締役社長）- 神戸電鉄が50%を出資。
- 神鉄自動車整備（取締役社長）- 神戸電鉄が50%を出資。
- エス・シー・エス（取締役）- 神鉄建設工業の関連会社。
- 阪急スポーツ企画（取締役）- 神戸電鉄が10％を出資。

その他の企業
- 阪急電鉄（常務取締役→取締役）
- 阪急不動産（取締役）- 阪急電鉄の関連会社。
- アルナ工機（取締役）- 阪急電鉄の関連会社。
- 池田名店街（取締役）- 阪急百貨店の関連会社。
- ホテル阪急（監査役）- 阪急百貨店の関連会社。
- 神戸高速鉄道（取締役）- 神戸電鉄が7.9%を出資。
- 神戸高速興業（取締役）- 神戸電鉄が14.2%を出資。